# Microsoft Servers

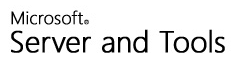
A Microsoft Servers logója

A Microsoft Servers márkanév a Microsoft szervertermékcsaládját foglalja magába. Ebbe beleértendők a Microsoft Windows operációs rendszer kiszolgálóváltozatai mellett a vállalati piacra szánt termékek is. A Dynamics vagy az Office termékcsaládoktól eltérően a Microsoft Windows márkanév alatt általában nem egy-egy teljes vertikumot lefedő termék található. A márka korábban Windows Server System név alatt futott.

## Kiszolgálók
2006 decemberében a Windows Server szoftverek a következők voltak:
- BizTalk Server – üzleti folyamatkezelési és alkalmazásintegrációs platform
- Commerce Server – E-Commerce portál
- Exchange Server – levelezési és csoportmunka-kiszolgáló
- Internet Information Server (IIS) – Webkiszolgáló
- ForeFront – windowsos biztonsági termékvonal
- Host Integration Server – Windows környezetek és nagyszámítógépes rendszerek (például AS/400) közötti adat- menedzsmentkapcsolat biztosítása
- Identity Integration Server – Azonosítási információk integrált kezelése
- ISA Server – Tűzfal, gyorsítótárazó webes proxy és VPN-kiszolgáló (korábbi neve Microsoft Proxy Server)
- Speech Server – Beszéddel kapcsolatos alkalmazások automatizált telefonrendszerekhez, a hangvezérlést is beleértve
- SQL Server – Relációs adatbáziskezelés és üzletiintelligencia-kiszolgáló
- Virtual Server – az operációs rendszer virtualizációja
- Windows Compute Cluster Server – fürtözött rendszerek csomóponti kiszolgálószoftvere (nagyteljesítményű számítástechnika)
- Windows Home Server – Home server operációs rendszer
- Windows Server  – kiszolgáló operációs rendszer
- Windows Server Update Services – szoftverfrissítési szolgáltatások Windowshoz és más microsoftos szolgáltatásokhoz
- Windows Small Business Server – kisvállalkozások számára készített csomag Windows Serverrel és más technológiákkal
- Windows Storage Server – A Windows Server fájlkiszolgálásra optimalizált kiadása, beépített mentési eszközökkel

## Microsoft Office szervertermékek
A Microsoft Servers egyes termékeit kifejezetten a Microsoft Office-szal való együttműködésre tervezték. Ezek közé tartoznak:
- Forms Server – elektronikus űrlapok
- Groove Server – csoportmunka-kiszolgáló; a Groove-val működik együtt
- Live Communications Server – azonnali üzenetküldési és elérhetőségkövetési kiszolgálótermék, amit telefonrendszerekkel (PBX) is integráltak. Együttműködik az Office Communicatorral
- Microsoft Project Server – Projektmenedzsment és erőforrás-gazdálkodási szolgáltatások; a Microsoft Project szerveroldali komponense
- Microsoft Office SharePoint Server 2007 (MOSS), korábban Microsoft Office SharePoint Portal Server – intranetes portálkiszolgáló információk publikálására, keresésére, megosztására.
- Microsoft Office PerformancePoint Server – integrált teljesítményfelügyeleti alkalmazás
- Microsoft Office Communications Server – egységes kommunikációs platform

## Microsoft System Center
A Microsoft System Center felügyeleti eszközcsalád, ami integrált vállalatfelügyeletet kínál a Windows Server System rendszerhez és a kliens rendszerekhez. Kezdetben a Windows Server System termékvonalat foglalta magába, azóta új termékekkel fejlesztették.
2007 májusában ebbe a termékvonalba a következő termékeket sorolták:
- Essentials 2007 – Az Operations Manager és a Configuration Manager kombinált funkciói, kis- és középvállalatok számára
- Capacity Planner – A vásárlást, illetve a bevált gyakorlat alkalmazását segítő, kapacitást tervező modellező eszköz.
- Configuration Manager – Szoftver- és frissítésterjesztési, konfigurációkezelési, hardver-szoftverleltárat megvalósító eszközök (korábbi neve Systems Management Server)
- Data Protection Manager – Microsoft szerverek és Microsoft alkalmazások adatainak mentésére, visszaállítására alkalmas.
- Operations Manager – Az IT környezet alapinfrastruktúrájának felügyeletére (System Center Operations Manager)
- Reporting Manager – informatikai környezettel kapcsolatos üzleti jelentések készítésére.
- Service Manager – Ties in with SCOM, SCCM for asset tracking as well as incident, problem, change and configuration management (code name Service Desk)
- Virtual Machine Manager – virtuális gépek menedzselésére, adatközpontok virtualizációjára.
- Mobile Device Manager – Mobil eszközök (PDA-k, okostelefonok kezelése)

## Egyéb technológiák
Egyes korábban külön árusított technológiákat a Microsoft beépített operációs rendszereibe. Ezek közé tartoznak:
- Services for UNIX
- Terminal Services
- Windows Media Services
- Rights Management Services
- Windows Server Virtualization
- Microsoft Internet Information Services (IIS)

## Megszűnt szervertermékek
- Microsoft Application Center – webes alkalmazások üzembe helyezése több szerveren. Egyes képességei ma a System Centert gazdagítják.
- Microsoft BackOffice Server
- Content Management Server – weboldalak tartalomkezelése és publikálása. Beolvasztották a Microsoft Office SharePoint Portal Serverbe.
- Microsoft SNA Server – felváltotta a Microsoft Host Integration Server
- Microsoft Site Server – felváltotta a Microsoft Commerce Server
- Microsoft Proxy Server – felváltotta a Microsoft Internet Security and Acceleration Server (ISA Server)

## Külső hivatkozások
- Official Microsoft Servers web site
- Official Microsoft System Center web site